# Quận St. Helena, Louisiana
St. Helena là một quận thuộc bang Louisiana, Hoa Kỳ. Theo ước tính năm 2009, dân số quận này là 10551 người, mật độ 10 người/km².

## Dân số
Biến động dân số qua các từ 1900-2010: